# John Keel
John Alva Keel (New York, 25 marzo 1930 – New York, 3 luglio 2009) è stato un ufologo, giornalista e scrittore statunitense.
È autore del libro The Mothman Prophecies (1975), dal quale, nel 2002, il regista Mark Pellington ha tratto il film The Mothman Prophecies - Voci dall'ombra, interpretato da Richard Gere.

## Biografia
Keel ha manifestato precocemente la sua inclinazione verso la scrittura ed ha pubblicato il suo primo racconto all'età di 12 anni. In seguito ha lavorato come giornalista indipendente, pubblicando articoli su vari quotidiani, e come soggettista per stazioni radio locali.
Durante la guerra di Corea ha prestato servizio militare nell'U.S. Army entrando a far parte dell'American Forces Network a Francoforte. Dopo la guerra ha lavorato come corrispondente radio a Parigi, Berlino, Roma e in Egitto.
Nel 1957 ha pubblicato il libro Jadoo, in cui descrive le sue investigazioni effettuate in Egitto e in India su trucchi magici e fenomeni strani, come il trucco della corda indiana e il leggendario yeti. Nel 1966 scrisse il suo secondo libro, The Fickle Finger of Fate, una storia di spie e supereroi.
Influenzato dagli scritti di Charles Fort, cominciò a interessarsi di ufologia e fenomeni paranormali;  prese parte a varie investigazioni su tali fenomeni e cominciò a scrivere articoli sulla rivista Flying Saucer Review.
Nel 1967, Keel coniò il termine Men in black in un articolo scritto per la rivista Saga Magazine e intitolato "UFO Agents of Terror" (UFO agenti del terrore).
Nel 1970 scrisse il suo terzo libro, il primo di argomento ufologico, intitolato UFOs: Operation Trojan Horse. Nello stesso anno pubblicò anche il volume Strange Creatures From Time e Space, mentre nel 1971 scrisse il libro Our Haunted Planet.
Nel 1975 pubblicò il libro The Mothman Profecies, basato sulla sua investigazione relativa ai presunti avvistamenti di una strana creatura chiamata uomo falena. Dal libro venne tratto un film con lo stesso titolo, uscito nel 2002.
Prolifico e ricco di immaginazione, Keel è considerato un autore significativo nell'ambito dell'ufologia e nell'ambito del cosiddetto "genere fortiano". Il suo stile letterario è impregnato di una sottile ironia.

## Teorie ufologiche
Le teorie ufologiche di Keel sono controverse.
Inizialmente, egli accettava l'ipotesi extraterrestre e spiegava gli UFO come visitatori di altri pianeti, ma in seguito abbandonò questa idea per aderire all'ipotesi parafisica.
A seguito delle sue ipotesi ufologiche, Keel non si descriveva come ufologo, ma preferiva presentarsi come un ricercatore interessato ai fenomeni paranormali.
Nel suo libro UFOs: Operation Trojan Horse (UFO: Operazione Cavallo di Troia) Keel ha sostenuto che certi aspetti delle testimonianze contemporanee sugli UFO, come i presunti incontri ravvicinati con esseri umanoidi, sono da mettere in relazione con il folklore antico e le apparizioni religiose.
Secondo Keel esiste una relazione diretta tra il mondo ufologico, i fenomeni umani psichici e certi aspetti del mondo soprannaturale come mostri, fantasmi e demoni. Nel suo libro Our Haunted Planet (Il nostro pianeta infestato) ha coniato il termine "ultraterrestri", in accordo con la sua ipotesi secondo cui dietro gli UFO ci sono entità non umane provenienti da una dimensione parallela.
Nel libro The Eighth Tower (L'Ottava Torre) Keel ha presentato un'evoluzione delle sue teorie, arrivando a ipotizzare che gli UFO e i fenomeni paranormali sarebbero spiegabili con l'azione di un potente campo di energia, che egli chiama "superspettro".

## Libri pubblicati
- Jadoo (1957)
- The Fickle Finger of Fate (Fawcett, 1966)
- UFOs: Operation Trojan Horse (1970) trad. it. UFO: Operazione cavallo di Troia, MEB, 1975
- Strange Creatures From Time and Space (1970) trad. it. Creature dall'ignoto, Fanucci, 1978
- Our Haunted Planet (1971) trad. it. Misteriose presenze sul pianeta Terra, Venexia, 2019
- The Flying Saucer Subculture (1973)
- The Mothman Prophecies (1975) trad. it. Il caso Mothman, Sonzogno, 2002
- The Eighth Tower (1975) trad. it. L’ottava torre, Venexia, 2017
- The Cosmic Question  (1978)
- Disneyland of the Gods (1988)
- The Complete Guide to Mysterious Beings (1994) (versione riveduta di Strange Creatures from Time and Space)
- The Best of John Keel (Paperback 2006) (Raccolta di articoli di Keel pubblicati sulla rivista Fate Magazine )